# Sevan Nişanyan

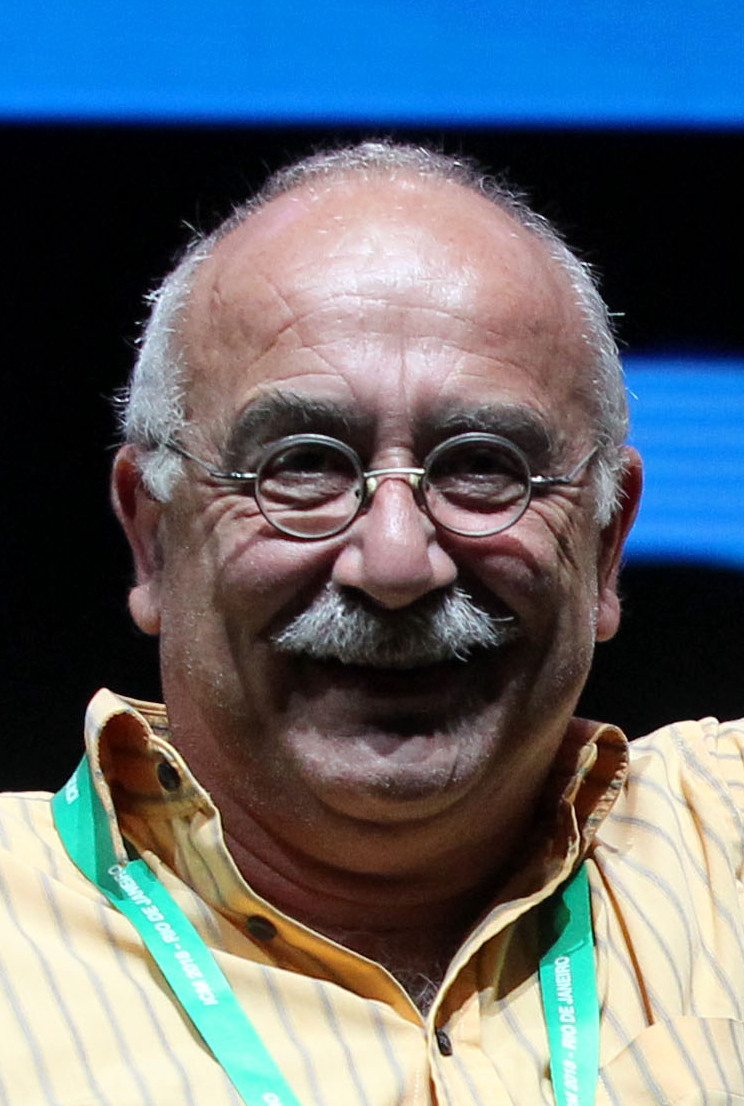
Sevan Nişanyan, 2018

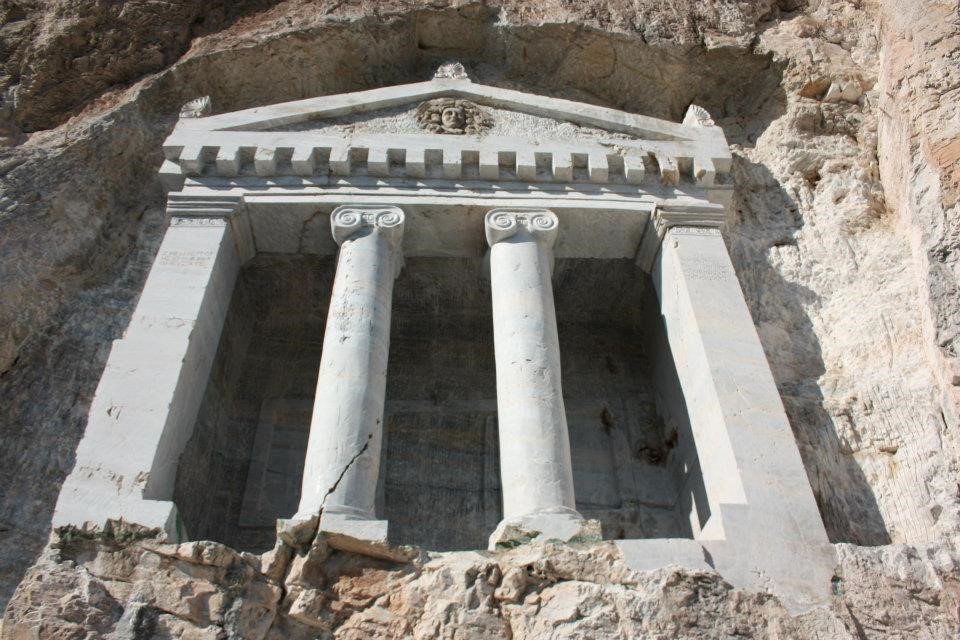
Oberhalb von Şirince ließ Nişanyan ein Grabdenkmal nach hellenistischer Art in den Fels hauen.

Sevan Nişanyan (armenisch Սեւան Նշանեան; * 21. Dezember 1956 in Istanbul, Türkei) ist ein türkischer Autor, Linguist und Hotelier armenischer Herkunft.

## Leben
Nişanyan stammt aus einer armenischen Familie aus Istanbul und besuchte dort das Ișik Lisesi, bevor er das Robert College abschloss. 1974 ging er in die USA und studierte an der Yale University und der Columbia University die Fächer Geschichte, Philosophie und die politischen Systeme in Südamerika.
Nach seiner Rückkehr in die Türkei war Nişanyan der Gründer und Direktor der Firma, die den Heimcomputer Commodore 64 im türkischen Markt einführte. Gleichzeitig war er Gründer der ersten Computerzeitschrift in der Türkei Commodore und schrieb darin Artikel unter dem Pseudonym Baytan Bitirmez. Seit der Mitte der 1990er Jahre war er für verschiedene englischsprachige und fernöstliche Reiseführer tätig und veröffentlichte 1998 seinen ersten Hotelführer für die Türkei.
1995 ließ sich Nişanyan in dem Weinort Şirince in der Nähe von Selçuk in der Provinz Izmir nieder, wo er sich in der Folgezeit durch seinen Einsatz für den Schutz und den Wiederaufbau der traditionellen Architektur auszeichnete. 1999 waren seine wiederhergestellten alten Häuser unter dem Namen Nişanyan evleri (Nişanyanhäuser) bezugsfertig. 2001 wurde er zu einer sechsmonatigen Haftstrafe verurteilt, da er die Gebäude ohne Baugenehmigung wiederhergestellt habe.
In der Haftzeit entstand sein wissenschaftliches, etymologisches Wörterbuch Sözlerin Soyağacı (dt.: Stammbaum der Wörter), das 2007 gedruckt wurde. 2006 hatte er bereits ein Buch mit dem Titel Ankara'nın Doğusundaki Türkiye (dt.: Die Türkei östlich von Ankara) veröffentlicht. 2008 folgte sein kritisches Buch über den türkischen Staatsgründer Atatürk und den Kemalismus. In den Jahren 2008 und 2009 schrieb er Artikel für die türkisch-armenische Wochenzeitschrift Agos. Unter dem Pseudonym Kelimebaz schrieb er in dieser Zeit linguistische Artikel in der türkischsprachigen Tageszeitung Taraf. 2010 wurde sein Buch Adını Unutan Ülke über die Türkisierung geografischer Namen in Istanbul gedruckt, gefolgt von Hayali Coğrafyalar (Imaginäre Regionen).
Im Jahr 2008 bewarf Nişanyan seine Ehefrau in einem Streit mit einem Eimer voll eigener Fäkalien und rechtfertige diese  – mit eigenen Worten – 'symbolische Tat' mit einer Ehrverletzung seitens der Ehefrau. Türkische Frauenrechtler verurteilen diese Aktion. In seiner damaligen Redaktion Agos kam es im Folgenden zu Kündigungen, die Zeitung jedoch lehnte die Entlassung Nişanyans ab. 2013 wurde ein Vortrag von Nişanyan von feministischen und LGBT-Gruppen gestürmt.
Nişanyan veröffentlichte 2010 ein Verzeichnis von 16.000 heute verwendeten geografischen Namen auf dem Gebiet der Türkei, die im Laufe der letzten einhundert Jahre aus den Sprachen Griechisch, Armenisch, Kurdisch, Syriakisch etc. türkisiert wurden. Das Verzeichnis umfasst heute (2015) 56.000 Namen und ist als Index Anatolicus im Internet abrufbar.
Im Mai 2013 wurde Nişanyan von einem Istanbuler Gericht zu einer Haftstrafe von dreizehneinhalb Monaten verurteilt. Anlass hierfür war ein Beitrag, den er im September 2012 in seinem Blog mit dem Titel Aus Hass begangene Verbrechen müssen bekämpft werden gepostet hatte. In diesem Beitrag hatte er zum Youtube-Film Innocence of Muslims Stellung bezogen, der zu gewaltsamen Protesten in verschiedenen muslimischen Ländern geführt hatte.
Anfang 2014 trat er eine mehrjährige Haftstrafe an. Grund für die Strafe war, dass er sich Bauverordnungen widersetzte und trotz amtlicher Sperrung der Baustelle weiterbaute. Er gibt diesen Umstand zu, sieht aber eine politisch motivierte Anklage. Es laufen parallel noch mehrere Verfahren. 2017 floh er aus dem Gefängnis und beantragte Asyl in Griechenland. Seither lebt er im Dorf Pagondas auf Samos, wo er im Mai 2019 Ira Tzourou heiratete.
Auf der Insel Samos kümmerte sich Nişanyan wieder um die Restaurierung verfallener Dörfer, was ihn in den Verdacht brachte, sich für türkisches und islamisches Kulturerbe einzusetzen. Zu Neujahr 2022 wurde er festgenommen und, nachdem ihm die Ausweisung in die Türkei angedroht worden war, am 7. Januar 2022 unter der Auflage freigelassen, das Land bis zum 22. Januar 2022 zu verlassen. Kurz darauf reiste er nach Paris aus. Armenien erklärte seine Bereitschaft, Nişanyan aufzunehmen.

## Veröffentlichungen
- Vienna & Budapest. Prentice Hall, New York City, USA 1992, ISBN 0-13-032558-9.
- Türkei: Mittelmeerküste. Hayit, Köln 1993, ISBN 3-89210-391-7.
- Küçük oteller kitabı. (Das Buch der kleinen Hotels). 1998.
  - deutsch: Türkei: Führer zu den schönsten kleinen Hotels. Reise-Know-How-Verlag, Markgroningen 2004, ISBN 3-89662-360-5.
- Meraklısı için Karadeniz. Boyut Yayınları, 2000, ISBN 975-521-378-3.
- Elifin öküzü, ya da, sürprizler kitabi. Zeichnungen von Semih Poroy. Asdan, Beyoğlu, Istanbul 2002, ISBN 975-418-744-4.
- Ankara'nın Doğusundaki Türkiye. (Die Türkei östlich von Ankara). 2006.
- Sözlerin Soyağacı: Çağdaş Türkçenin Etimolojik Sözlüğü. (Stammbaum der Wörter: Ein etymologisches Wörterbuch des gegenwärtigen Türkisch). 2007.
- Yanliş Cumhuriyet: Atatürk ve Kemalizm Üzerine 51 soru. (Die falsche Republik: 51 Fragen über Atatürk und Kemalismus). Everest Yayınları, Istanbul 2008, ISBN 978-975-9169-77-0.
- Kelimebaz. 2. Bände. Everest Yayınları, Cağatoğlu, Istanbul,
  - Band 1: 2009, ISBN 978-975-289-638-3.
  - Band 2: 2010, ISBN 978-975-289-707-6.
- Adını Unutan Ülke: Türkiye'de Adı Değistirilen Yerler Sözlüğü. (Das Land, das seine Namen vergisst: Wörterbuch der Namen der in der Türkei veränderten Orte). Everest Yayınları, Istanbul 2010, ISBN 978-975-289-730-4.
- Hayali Coğrafyalar: Cumhuriyet Döneminde Türkiye'de Değiştirilen Yeradları. TESEV Demokratikleşme Programı, Istanbul 2011, ISBN 978-605-5832-76-6. (PDF, 5,36 MB)
- Aslanlı Yol, Autobiografie. Liberte Yayınları, 2012, ISBN 978-975-6201701.